# Terapia celular
La terapia celular forma parte de las nuevas tendencias en las ciencias médicas, que se asocian con términos como Terapias Avanzadas o Medicina Regenerativa. La terapia celular se fundamenta en la idea de que las células pueden ser empleadas como medicamentos para reparar tejidos u órganos dañados. Este nuevo paradigma busca dotar al cuerpo de células -manipuladas o no en el laboratorio- para activar las funciones reparadoras del cuerpo.
El uso de células con propósitos medicinales tiene antecedentes históricos. Desde la exitosa transfusión sanguínea realizada por Jean-Baptiste Denys en 1667, hasta el uso de células embrionarias de oveja por parte del cirujano suizo Paul Niehans en 1931, y el primer trasplante de médula ósea llevado a cabo por el Dr. Edward Donnall Thomas en 1956. Décadas más tardes, en los años 90, se iniciaron los primeros ensayos clínicos de la terapia CAR-T contra el cáncer linfático, desarrollada por el Dr. Carl June y su equipo en la Universidad de Pensilvania. Esta terapia se basa en el uso de linfocitos T del paciente, cultivados y modificados en el laboratorio para reconocer y atacar los tumores.

### Tipos de Terapia Celular
La terapia celular se puede clasificar de acuerdo con el objetivo del tratamiento:
- Inmunoterapia celular. Este tipo de tratamiento estimula las defensas naturales del cuerpo para combatir enfermedades como el Cáncer. También puede inhibir la acción del sistema inmunitario en casos de enfermedades autoinmunes, como el lupus.

- Terapia celular reparadora. Busca regenerar tejidos dañados. El proceso de reparación requiere una gran cantidad de energía del propio organismo y puede alterar el desarrollo normal de los tejidos. Cuando la lesión es extensa, la reparación puede transformarse en fibrosis. En estos casos, el cuerpo necesita ayuda adicional para producir un nuevo tejido funcional.

Muchas de las terapias celulares se realizan utilizando diversos tipos de células, como células madre y células del sistema inmunitario, lo que permite otras clasificaciones según su origen.

### Usos potenciales de la Terapia Celular
La terapia celular tiene diversas aplicaciones potenciales, que pueden clasificarse en seis tipos:
- Inyección intramuscular: Consiste en la inyección de células madre o células de órganos extraídas de fetos especialmente preparados por laboratorios controlados por las autoridades de Salud Pública de los distintos países. Es fundamental realizar una anamnesis exhaustiva del paciente, análisis previos a la aplicación, y cuidados post-implante.

- Vía oral o rectal: Se utilizan extractos de órganos administrados por vía oral o en forma de supositorios insertados en el recto del paciente.

- Terapia dinamizada: Los extractos de órganos se dinamizan mediante principios de la homeopatía y se administran por vía oral, supositorio o inyección intramuscular.

- Trasplantes: Incluye el trasplante de células madre que pueden ser autólogas (del propio paciente) o alogénicas (de un donante). También se emplean células funcionales maduras o xenotrasplantes de células no humanas, como el uso de células productoras de insulina derivadas de cerdo para tratar la diabetes. Asimismo, se pueden utilizar células transdiferenciadas del propio paciente, como hepatocitos convertidos en células beta productoras de insulina.

- Clonación reproductiva: Actualmente está prohibida en humanos y no tiene aplicaciones terapéuticas.[cita requerida]

- Células madre y clonación terapéutica: Su objetivo es tratar enfermedades. Sin embargo, la terapia con células estromales mesenquimales no siempre resulta en la restauración completa de tejidos dañados, como en el caso de la piel ulcerada.[4]